# William Bull (Politiker, 1710)
William Bull II (* 24. September 1710 im Charleston County, Province of South Carolina; † 4. Juli 1791 in London, England) war ein mehrfacher Kolonialgouverneur der Province of South Carolina.

## Lebenslauf
William Bull wurde als Sohn des Kolonialgouverneurs von South Carolina, William Bull I. (1683–1755), auf dessen Ashley Hall Plantation geboren. Er absolvierte die Westminster School in London und studierte anschließend an der Universität Leiden Medizin. Allerdings hat er später nicht als Mediziner praktiziert. Nach seiner Rückkehr nach South Carolina arbeitete er als Pflanzer und begann eine politische Laufbahn. Zwischen 1736 und 1749 gehörte er dem kolonialen Parlament an, dessen Vorsitz er zwischenzeitlich innehatte. Dabei war er ein Verbündeter seines Vaters. Seit 1749 gehörte er dem dortigen Royal Council an. Zehn Jahre später, im Jahr 1759, wurde er Vorsitzender dieses Gremiums und Vizegouverneur der Province of South Carolina. Dieses Amt bekleidete er bis 1775. Während dieser Zeit war er fünfmal kommissarischer Gouverneur der Kolonie. Insgesamt brachte er es auf acht Dienstjahre als Gouverneur. Seine erste Amtszeit währte vom 5. April 1760 bis zum 22. Dezember 1761. Diese Zeit war von den Ereignissen des immer noch andauernden Siebenjährigen Kriegs in Nordamerika überschattet. Dabei war er bemüht, mit den Cherokee Frieden zu schließen.
Bulls zweite Amtszeit als kommissarischer Gouverneur (Mai 1764–Juni 1766) wurde von der ersten ernsthaften Krise zwischen den Kolonisten und der britischen Regierung in London bestimmt. Dabei ging es um den umstrittenen Stamp Act. Bull geriet in diesem Konflikt in eine Zwickmühle. Er war selbst aus South Carolina und auch nicht mit dem Gesetz einverstanden. Auf der anderen Seite war er britischer Beamter und musste als solcher das Gesetz durchsetzen. Dabei geriet er in Konflikt mit dem kolonialen Abgeordnetenhaus. Unabhängig davon förderte Bull die Verschiebung der Siedlungsgrenze der Kolonie nach Westen, wo neue Orte, Verwaltungsbezirke mit der dazugehörenden Infrastruktur entstanden. Seine dritte Amtszeit zwischen Mai und Oktober 1768 verlief ohne besondere Vorkommnisse.
Seit Beginn der 1770er Jahre wurde zunehmend auch South Carolina von den heraufziehenden Konflikten zwischen den Kolonisten der 13 britischen Kolonien an der amerikanischen Ostküste und der Regierung in London erfasst. In diese Zeit fiel Bulls vierte Amtszeit als kommissarischer Gouverneur zwischen dem 31. Juli 1769 und dem 15. September 1771. Seine fünfte und letzte Amtszeit (6. März 1773 bis zum 18. Juni 1775) stand ganz im Zeichen der sich anbahnenden Revolution. Die Kolonie geriet zunehmend in Aufruhr. Es entstand das sogenannte Sicherheitskomitee als Vorbote der Revolution. Politiker wie Henry Middleton waren führende amerikanische Patrioten. Middleton war unter anderem Präsident des Ersten Kontinentalkongresses in Philadelphia. Entsprechend hatte der britische Gouverneur einen schweren Stand. Am 18. Juni 1775 trat mit William Campbell der letzte britische Gouverneur von South Carolina sein Amt an. Schon drei Monate später musste er dem Druck der Revolution weichen und nach England fliehen. Gleichzeitig trat William Bull aus dem Royal Council aus und zog sich auf seine Plantage Ashley Hall zurück. Im Jahr 1777 weigerte er sich, einen Eid auf die amerikanische Regierung abzulegen. Daraufhin wurde er aus dem Land gewiesen. Er vertraute sein Eigentum treuhänderisch seinem Neffen Stephen Bull an, verließ am 4. Mai 1777 South Carolina und segelte nach England.
Nachdem im Mai 1780 britische Truppen Charleston und andere Teile South Carolinas zurückerobert hatten, kehrte Bull noch einmal dorthin zurück. Dort wurde er Leiter der Polizei in Charleston, die faktisch die Kontrolle über die Stadt ausübte. Er versuchte zwischen den Briten und den Amerikanern zu vermitteln, blieb aber ein loyaler Anhänger der Krone. Als Folge des weiteren Verlaufs des Unabhängigkeitskrieges mussten sich die Briten im Dezember 1782 auch aus Charleston und South Carolina zurückziehen. William Bull schloss sich den abziehenden Truppen an und segelte mit ihnen nach England zurück. Später betrieb er erfolglos seine Rückkehr nach South Carolina. Er starb am 4. Juli 1791 in London.